# Sarah Rose
A atleta paralímpica de natação da Austrália, Sarah Rose, nasceu em 18 de fevereiro de 1986.
A australiana nasceu com nanismo, na cidade de Sydney. Nos Jogos Paralímpicos de Atenas, em 2004, competiu em quatro provas e conquistou uma medalha de bronze na prova dos 50 m borboleta feminino na categoria S6. Quatro anos depois, em 2008, nos Jogos Paralímpicos de Pequim, Rose defendeu as cores de seu país disputando em quatro provas.
Em 2006, no Campeonato Mundial de Natação IPC, obteve a medalha de prata nos 50 m borboleta feminino na categoria S6.

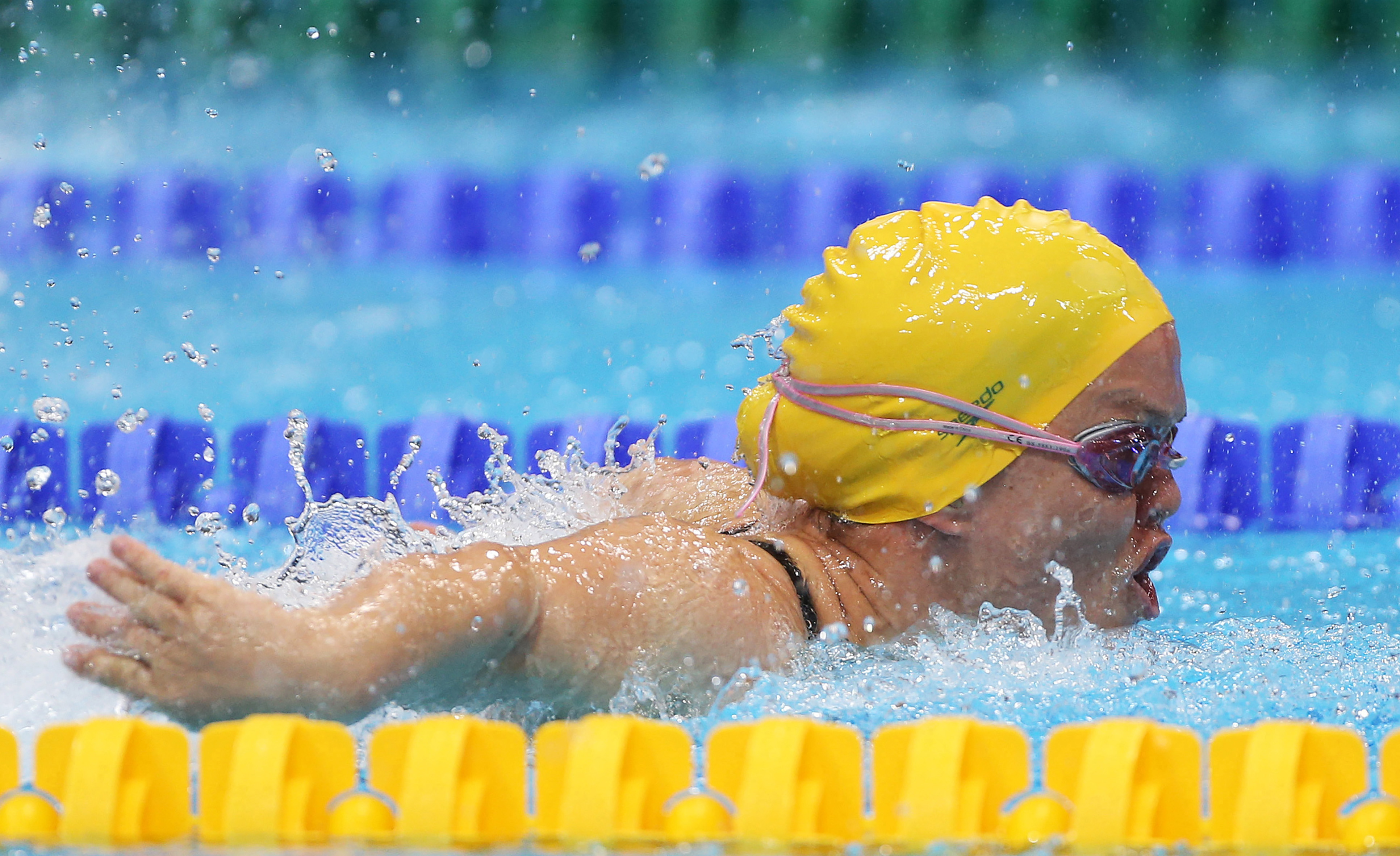
Rose nos Jogos Paralímpicos de Londres, em 2012

Em 2012, ela fez um retorno após uma grave lesão nas costas, o que lhe causou afastamento do esporte por um ano, e alcançou seu objetivo de seleção para a equipe australiana nos Jogos Paralímpicos de Londres [2012].
Foi bolsista de natação paralímpica do Instituto Australiano de Esporte entre 2004 e 2009. Trabalha como assistente administrativa para The House with No Steps (Casa sem Degraus), uma organização criada para ajudar os deficientes.
Em 2016, foi premiada com Speedo Services, do Swimming Australia Awards, por seu bom desempenho na equipe de natação australiana.